# Silnice II/147
Silnice II/147 je silnice II. třídy, která vede z Týna nad Vltavou do Kardašovy Řečice. Je dlouhá 33,3 km. Prochází jedním krajem a třemi okresy.

## Vedení silnice

### Jihočeský kraj, okres České Budějovice
- Týn nad Vltavou (křiž. II/105, III/1471)
- Dobšice (křiž. III/0236)
- Bečice (křiž. III/1473)
- Žimutice (křiž. III/14710)
- Bzí (křiž. III/10567, III/1477)
- Dolní Bukovsko (křiž. III/1478, III/1479, III/14711, III/14713, III/14712)

### Jihočeský kraj, okres Tábor
- Veselí nad Lužnicí (křiž. I/3, II/603, III/14718, III/14719)
- Drahov (křiž. III/14720)

### Jihočeský kraj, okres Jindřichův Hradec
- Nítovice
- Kardašova Řečice (křiž. I/23, III/14721, III/13525)